# 正算子值测度
在泛函分析和量子信息科学中，正算子值测度（Positive operator valued measure, POVM）是一种推广的测度，这种测度的值为希尔伯特空间上半正定算子。POVM是投影值测度（Projection valued measure, PVM） 的推广，相应地，POVM描述的量子测量是PVM描述的量子测量 (称为投影测量) 的推广。
粗略比喻来说：POVM之于PVM，就如同混合态之于纯态一样。 混合态对于刻画一个较大系统的子系统的状态而言是必须的（见量子态的纯化）；类似地，POVM的概念则在刻画在较大系统上进行的投影测量对子系统的影响时自然地产生。
POVM是量子力学中最普遍的测量类型，也用于量子场论。它们在量子信息领域有着广泛的应用。

## 定义
设 {\displaystyle {\mathcal {H}}} 是一希尔伯特空间，而 {\displaystyle (X,M)} 是一可测空间，其中 {\displaystyle M} 是 {\displaystyle X} 上的博雷尔σ-代数。若 {\displaystyle M} 上的一个函数 {\displaystyle F} ，其值为 {\displaystyle {\mathcal {H}}} 上的正有界自伴算子，且对于任意 {\displaystyle \psi \in {\mathcal {H}}} 和 {\displaystyle E\in M} 满足
{\displaystyle E\mapsto \langle F(E)\psi |\psi \rangle ,}
则 {\displaystyle F} 是σ-代数 {\displaystyle M} 上的非负可数可加测度，且总质量为恆等算子 {\displaystyle F(X)=\operatorname {I} _{\mathcal {H}}} ，那么称 {\displaystyle F} 是一个POVM。 
在最简单的情况下，POVM是有限维希尔伯特空间 {\displaystyle {\mathcal {H}}} 上的一组半正定埃尔米特矩阵 {\displaystyle \{F_{i}\}} ，其和为单位矩阵 :90
{\displaystyle \sum _{i=1}^{n}F_{i}=\operatorname {I} .}
POVM与投影值测度的不同之处在于，对于投影值测度， {\displaystyle F}必须是正交投影。
在量子力学中，POVM的关键性质是它确定了结果空间上的一个概率测度，因此 {\displaystyle \langle F(E)\psi |\psi \rangle } 可以解释为测量量子态 {\displaystyle |\psi \rangle } 时得到结果 {\displaystyle E} 的概率（密度）。也就是说，POVM元素 {\displaystyle F_{i}} 是关联于测量结果 {\displaystyle i} 的，从而对量子态 {\displaystyle \rho } 进行量子测量时得到它的概率
{\displaystyle {\text{Prob}}(i)=\operatorname {tr} (\rho F_{i})} ，
其中 {\displaystyle \operatorname {tr} } 是迹运算。若被测量的量子态是纯态 {\displaystyle |\psi \rangle } ，则此公式简化为
{\displaystyle {\text{Prob}}(i)=\operatorname {tr} (|\psi \rangle \langle \psi |F_{i})=\langle \psi |F_{i}|\psi \rangle } 。
POVM的最简单情况推广了PVM的最简单情况，即PVM是一组和为恒等矩阵的正交投影 {\displaystyle \{\Pi _{i}\}} 的情况：
{\displaystyle \sum _{i=1}^{N}\Pi _{i}=\operatorname {I} ,\quad \Pi _{i}\Pi _{j}=\delta _{ij}\Pi _{i}.}
PVM的概率公式与POVM的概率公式相同。一个重要的区别是POVM的元素不一定正交。因此，POVM元素的数量 {\displaystyle n} 可以大于其所作用的希尔伯特空间的维数，而PVM元素的数量 {\displaystyle N} 不会超过希尔伯特空间的维数。

## 奈马克扩张定理
奈马克扩张定理展示了如何从作用于更大空间的PVM中得到POVM。这一结果在量子力学中至关重要，因为它提供了一种物理实现正算子值测量的方法。 :285
最简单的情况是，POVM元素作用于一个有限维希尔伯特空间且数目有限。奈马克扩张定理指出，若 {\displaystyle \{F_{i}\}_{i=1}^{n}} 是 {\displaystyle d_{A}} 维希尔伯特空间 {\displaystyle {\mathcal {H}}_{A}} 上的POVM，则存在一个 {\displaystyle d_{A'}} 维希尔伯特空间 {\displaystyle {\mathcal {H}}_{A'}} 上的PVM {\displaystyle \{\Pi _{i}\}_{i=1}^{n}} 以及等距同构 {\displaystyle V:{\mathcal {H}}_{A}\to {\mathcal {H}}_{A'}} ，使得对于任意 {\displaystyle i} 有
{\displaystyle F_{i}=V^{\dagger }\Pi _{i}V.}
对于秩为一的POVM的特殊情况，即存在某（未归一化的）向量 {\displaystyle |f_{i}\rangle } 使得 {\displaystyle F_{i}=|f_{i}\rangle \langle f_{i}|} ，该等距映射可以构造为 :285
{\displaystyle V=\sum _{i=1}^{n}|i\rangle _{A'}\langle f_{i}|_{A}}
而PVM则由 {\displaystyle \Pi _{i}=|i\rangle \langle i|_{A'}} 给出。注意这里 {\displaystyle d_{A'}=n} 。
一般情况下，等距同构和PVM可以通过定义 {\displaystyle {\mathcal {H}}_{A'}={\mathcal {H}}_{A}\otimes {\mathcal {H}}_{B}} 、 {\displaystyle \Pi _{i}=\operatorname {I} _{A}\otimes |i\rangle \langle i|_{B}} 和
{\displaystyle V=\sum _{i=1}^{n}{\sqrt {F_{i}}}_{A}\otimes {|i\rangle }_{B}}
来构造。注意这里 {\displaystyle d_{A'}=nd_{A}} ，因此这是一个更加“浪费”的构造。
无论哪种情况，对经过等距映射后的态进行该投影测量得到结果 {\displaystyle i} 的概率与进行原始正算子值测量得到该结果的概率相同：
{\displaystyle {\text{Prob}}(i)=\operatorname {tr} \left(V\rho _{A}V^{\dagger }\Pi _{i}\right)=\operatorname {tr} \left(\rho _{A}V^{\dagger }\Pi _{i}V\right)=\operatorname {tr} (\rho _{A}F_{i})}
通过将该等距同构 {\displaystyle V} 扩张为一个幺正算子 {\displaystyle U} ，可以将这种构造转化为POVM的一个物理实现方案。也就是说寻找 {\displaystyle U} 使得
{\displaystyle \forall 1\leq i\leq d_{A},\quad V|i\rangle _{A}=U|i\rangle _{A'}.}
这总是可以做到。
实现对量子态 {\displaystyle \rho } 进行的正算子值测量 {\displaystyle \{F_{i}\}_{i=1}^{n}} 的方法是，将 {\displaystyle \rho } 嵌入希尔伯特空间 {\displaystyle {\mathcal {H}}_{A'}} ，然后进行其幺正演化 {\displaystyle U} ，再进行对应于PVM {\displaystyle \{\Pi _{i}\}_{i=1}^{n}} 的投影测量。

### 测量后的状态
测量后的状态不是由POVM本身决定的，而是由物理上实现它的PVM来决定。由于相同的POVM有无穷个不同的PVM实现，因此 {\displaystyle \{F_{i}\}_{i=1}^{n}} 这些算子本身并不能确定测量后的状态。为看出这一点，注意对于任何幺正算子 {\displaystyle W} ，算子
{\displaystyle M_{i}=W{\sqrt {F_{i}}}}
也满足性质 {\displaystyle M_{i}^{\dagger }M_{i}=F_{i}} ，那么结合第二种构造的等距同构
{\displaystyle V_{W}=\sum _{i=1}^{n}{M_{i}}_{A}\otimes {|i\rangle }_{B}}
也将实现相同的 POVM。在被测状态为纯态 {\displaystyle |\psi \rangle _{A}} 的情况下，由此得到的幺正 {\displaystyle U_{W}} 在该态（连同辅助态）上的作用结果是
{\displaystyle U_{W}(|\psi \rangle _{A}|0\rangle _{B})=\sum _{i=1}^{n}M_{i}|\psi \rangle _{A}|i\rangle _{B},}
当得到的测量结果为 {\displaystyle i_{0}} 时，辅助态上的投影测量将会使 {\displaystyle |\psi \rangle _{A}} 坍缩到态 :84
{\displaystyle |\psi '\rangle _{A}={\frac {M_{i_{0}}|\psi \rangle }{\sqrt {\langle \psi |M_{i_{0}}^{\dagger }M_{i_{0}}|\psi \rangle }}}.}
若被测态的密度矩阵为 {\displaystyle \rho _{A}} ，其被测量后的状态是
{\displaystyle \rho '_{A}={M_{i_{0}}\rho M_{i_{0}}^{\dagger } \over {\rm {tr}}(M_{i_{0}}\rho M_{i_{0}}^{\dagger })}.}
因此可见，测量后状态明确依赖于幺正算子 {\displaystyle W} 。注意虽然 {\displaystyle M_{i}^{\dagger }M_{i}=F_{i}} 总是埃尔米特的， {\displaystyle M_{i}} 一般未必是埃尔米特的。
正算子值测量与投影测量的另一个区别在于它通常是不可重复的。若第一次测量得到结果 {\displaystyle i_{0}} ，第二次测量得到不同结果 {\displaystyle i_{1}} 的概率为
{\displaystyle {\text{Prob}}(i_{1}|i_{0})={\operatorname {tr} (M_{i_{1}}M_{i_{0}}\rho M_{i_{0}}^{\dagger }M_{i_{1}}^{\dagger }) \over {\rm {tr}}(M_{i_{0}}\rho M_{i_{0}}^{\dagger })}} ，
它在 {\displaystyle M_{i_{0}}} 和 {\displaystyle M_{i_{1}}} 不正交时可以是不为零的。在投影测量中，这些算子必然是正交的，因此测量始终是可重复的。

## 一个例子：无歧义量子态分辨

态的布洛赫球表示（蓝色）与对态 和 （红色）进行UQSD时的最优POVM。注意正交态在布洛赫球中对应于反向平行的箭头。

假定有一量子系统对应的希尔伯特空间为二维的，其态要么是 {\displaystyle |\psi \rangle } 要么是 {\displaystyle |\varphi \rangle } ，现在想要知道是其中的何者。若 {\displaystyle |\psi \rangle } 与 {\displaystyle |\varphi \rangle } 正交，那么这将是一个简单的任务：此时 {\displaystyle \{|\psi \rangle \langle \psi |,|\varphi \rangle \langle \varphi |\}} 将构成一个PVM，而在该基下的投影测量将对前述问题给出确定性的回答。然而若 {\displaystyle |\psi \rangle } 与 {\displaystyle |\varphi \rangle } 不正交，那么该任务在这样一种意义上将是不可能的：没有一种测量，无论是PVM还是POVM，能确定地辨别这两个态。:87完美辨认非正交态的不可实现性是各种量子信息协议（如量子密碼學、量子硬币翻转、量子貨幣）的基础。
退而求其次，实际能做到的最好效果是所谓无歧义量子态分辨（Unambigious quantum state discrimination, UQSD）：在系统处于 {\displaystyle |\psi \rangle } 还是 {\displaystyle |\varphi \rangle } 的问题不犯任何错误，但代价是有时会得到一个概然的答案。这一点可由投影测量做到。例如，设 {\displaystyle |\psi ^{\perp }\rangle } 是正交于 {\displaystyle |\psi \rangle } 的那个量子态，现在按PVM {\displaystyle \{|\psi \rangle \langle \psi |,|\psi ^{\perp }\rangle \langle \psi ^{\perp }|\}} 进行测量，若得到了 {\displaystyle |\psi ^{\perp }\rangle \langle \psi ^{\perp }|} 的对应结果，那么就可得知态必然是 {\displaystyle |\varphi \rangle } ；若结果是 {\displaystyle |\psi \rangle \langle \psi |} ，就无法得到确凿的答案。类似的推理对PVM {\displaystyle \{|\varphi \rangle \langle \varphi |,|\varphi ^{\perp }\rangle \langle \varphi ^{\perp }|\}} 也有效，其中 {\displaystyle |\varphi ^{\perp }\rangle } 表示正交于 {\displaystyle |\varphi \rangle } 的态。
然而这并不足以令人满意，这种方法无法用单一测量来探测 {\displaystyle |\psi \rangle } 与 {\displaystyle |\varphi \rangle } ，并且得到确定性结果的概率也低于基于POVM的测量。下面的POVM在此任务中具有最高的机会来给出一个确定性的结论：
{\displaystyle F_{\psi }={\frac {1}{1+|\langle \varphi |\psi \rangle |}}|\varphi ^{\perp }\rangle \langle \varphi ^{\perp }|}
{\displaystyle F_{\varphi }={\frac {1}{1+|\langle \varphi |\psi \rangle |}}|\psi ^{\perp }\rangle \langle \psi ^{\perp }|}
{\displaystyle F_{?}=\operatorname {I} -F_{\psi }-F_{\varphi }={\frac {2|\langle \varphi |\psi \rangle |}{1+|\langle \varphi |\psi \rangle |}}|\gamma \rangle \langle \gamma |,}
其中
{\displaystyle |\gamma \rangle ={\frac {1}{\sqrt {2(1+|\langle \varphi |\psi \rangle |)}}}(|\psi \rangle +e^{i\arg(\langle \varphi |\psi \rangle )}|\varphi \rangle ).}
注意到 {\displaystyle \operatorname {tr} (|\varphi \rangle \langle \varphi |F_{\psi })=\operatorname {tr} (|\psi \rangle \langle \psi |F_{\varphi })=0} ，所以当得到结果 {\displaystyle \psi } 时，便可确凿地知晓系统是处于 {\displaystyle |\psi \rangle } ，而当结果为 {\displaystyle \varphi } 时就知晓系统处于 {\displaystyle |\varphi \rangle } 。
当系统处于 {\displaystyle |\psi \rangle } 或 {\displaystyle |\varphi \rangle } 的概率相同时，该测量方案得到确定性结果的概率是
{\displaystyle 1-|\langle \varphi |\psi \rangle |.}
这一结果称为 Ivanović-Dieks-Peres 极限，冠名于UQSD研究的先驱者.
由于这些POVM是秩为一的，可以看到通过前文叙述的构造投影测量的方法，便可在物理上实现这些POVM。将扩大后的希尔伯特空间中的三种可能的态分别标记为 {\displaystyle |{\text{result ψ}}\rangle } 、 {\displaystyle |{\text{result φ}}\rangle } 、 {\displaystyle |{\text{result ?}}\rangle } ，幺正算子 {\displaystyle U_{\text{UQSD}}} 在态 {\displaystyle |\psi \rangle } 上的作用结果是
{\displaystyle U_{\text{UQSD}}|\psi \rangle ={\sqrt {1-|\langle \varphi |\psi \rangle |}}|{\text{result ψ}}\rangle +{\sqrt {|\langle \varphi |\psi \rangle |}}|{\text{result ?}}\rangle ,}
类似地，它在 {\displaystyle |\varphi \rangle } 上作用的结果是
{\displaystyle U_{\text{UQSD}}|\varphi \rangle ={\sqrt {1-|\langle \varphi |\psi \rangle |}}|{\text{result φ}}\rangle +e^{-i\arg(\langle \varphi |\psi \rangle )}{\sqrt {|\langle \varphi |\psi \rangle |}}|{\text{result ?}}\rangle .}
于是投影测量便可以相同于POVM的概率来得到所要的结果。
这种POVM已在实验上用于区分一个光子的非正交偏振态。不过实现该POVM的投影测量与此处阐述的有轻微的不同。